# Triors
Triors település Franciaországban, Drôme megyében. Lakosainak száma 639 fő (2022. január 1.). Triors Saint-Michel-sur-Savasse, Châtillon-Saint-Jean, Génissieux és Geyssans községekkel határos.

## Népesség
A település népessége az elmúlt években az alábbi módon változott:
| Lakosok száma | 202  | 286  | 383  | 502  | 579  | 558  | 567  | 602  | 617  | 639  |
|               | 1968 | 1982 | 1990 | 2006 | 2013 | 2015 | 2017 | 2019 | 2020 | 2022 |